# Chancia
Chancia település Franciaországban, Jura megyében. Lakosainak száma 217 fő (2022. január 1.). Chancia Dortan, Condes, Lavancia-Epercy, Lect, Montcusel és Vescles községekkel határos.

## Népesség
A település népességének változása:
| Lakosok száma | 106  | 100  | 87   | 214  | 224  | 218  | 226  | 228  | 226  | 217  |
|               | 1968 | 1982 | 1990 | 2006 | 2013 | 2015 | 2017 | 2019 | 2020 | 2022 |